# 스타 트렉

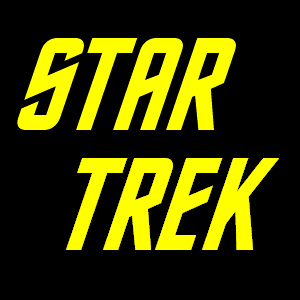
《스타 트렉》오리지널 시리즈 로고

《스타 트렉》(Star Trek)은 미국에서 제작된 SF 장르의 엔터테인먼트 미디어 프랜차이즈이다. 1966년 TV 시리즈가 진 로덴베리에 의해 처음 제작된 이래, 수많은 TV 드라마 후속작 및 파생작, 영화, 수십 개의 컴퓨터 및 비디오 게임, 수백 편의 소설과 라스베이거스 테마물 등이 만들어졌다. 오리지널 TV 시리즈만으로도 현대의 거대한 컬트 현상으로 부를 수 있으며, 대중 문화에서 수많은 작품들이 이를 참조하였다.
《스타 트렉》속 가상의 우주에서는 지구의 인간 외에 벌칸, 클링온, 로뮬란 등의 다양한 외계인들이 등장한다. 《스타 트렉》의 에피소드는 주로 인간 관계와 모험, 정치적, 윤리적 문제에 대한 소재를 중심으로 이끌어지며 가상의 다양한 문화와 기술이 소개되었다.

## 텔레비전 시리즈
《스타 트렉》은 원래 1966년에 텔레비전 시리즈로 시작했다. 그러나 최소한 6년 전부터 사전 준비를 하기 시작했다. 비록 오리지널 시리즈는 낮은 평점 때문에 3번째 시즌 이후로 취소되었지만, 이후의 《스타 트렉》시리즈를 위한 시작으로서 의미가 있다.
총 6개 텔레비전 시리즈, 30개 시즌, 726편의 에피소드로 구성된, 《스타 트렉》은 《닥터 후》(Doctor Who) 이후 역사상 최고로 흥행에 성공한 SF 프렌차이즈가 되었다.

### 스타 트렉: 오리지널 시리즈(1966–1969)
스타 트렉: 오리지널 시리즈(TOS라 불리기도 함)는 2245년 취역한 함선인 USS 엔터프라이즈의 탐험을 그리고 있다. 1999년 별세한 맥코이 박사 역의 드포레스트 켈리, 2015년에 사망한 미스터 스팍의 레너드 니모이 외 커크 함장역의 윌리엄 샤트너 등 주연 연기자들은 대부분 고령에도 불구하고 연기 및 제직 활동을 하고 있다.
1964년 'The Cage' 에피소드가 스타 트렉 TOS의 시작이라고 한다. TOS는 시즌 3까지 방영되었으며 18년 뒤에서야 다음 시리즈인 TNG가 시작된다.
스타 트렉 TOS에 나오는 함선은 다음과 같다.
1. USS 엔터프라이즈 (NCC-1701), 2245. 주 함선.
2. USS 컨스텔레이션 (NCC-1017), '행성 파괴 기계'에 의해 파괴됨.
3. USS 디파이언트 (NCC-1764), 2267년 실종, 스타 트렉: 엔터프라이즈 (2001-2005)에 등장.

### 스타 트렉: 넥스트 제너레이션(1987–1994)
《스타 트렉: 넥스트 제너레이션→다음 세대》(TNG 라고 불리기도 함)의 배경은 "오리지널 시리즈"로부터 대략 100년 후로 설정되어 있으며, 2363년 10월 4일 새롭게 취역한 엔터프라이즈-D(NCC-1701-D, NCC-1701-Delta, NCC-1701-δ)와 장 뤽 피카드 함장이 출연한다. 본 시리즈에서는 또한 베타조이드 혼혈인 디애나 트로이(머리나 서티스 분)와 스타플릿 최초의 클링온 장교인 워프(마이클 돈 분) 등과 같은 외계 종족의 승무원이 등장하였다. 1987년 9월 28에 시작하여 1994년 5월 23일을 끝으로 7 시즌간 방영되었다. 이전 시리즈와는 달리, 네트워크 방송사에 공중파로 방송되지 않고 프로그램이 배급되었다. 《스타 트렉》의 다른 어떤 시리즈보다 호평을 받았으며, 방송 후반부에는 배급률 1위를 차지하였다. 최종 시즌은 에미상 최고 드라마 시리즈 부분의 수상 후보로 거명되었다. “The Big Good-bye”화는 우수 TV 프로그램 부분 피보디상을 수여받았다.
오프닝에 이름이 언급되는 역할은 다음과 같다.
- Jean-Luc Picard(장 뤽 피카드, 패트릭 스튜어트분) - 함장(Captain), 대령
- Beverly Crusher(비벌리 크러셔, 게이츠 맥패든 분) - 의료장교(Medical Officer), 중령
- William T. Riker(윌리엄 T. 라이커, 조너선 프레이크스 분) - 부함장(First Officer), 중령
- Data(데이터, 브렌트 스파이너 분) - 과학장교
- Deanna Troi(디애나 트로이, 머리나 서티스 분) - 카운슬러
- Geordi La Forge(조디 라 포지, 러바 버턴 분) - 기관장
- Worf(워프, 마이클 돈 분) - 전술장교
- Tasha Yar(타샤 야, 드니즈 크로즈] 분)
- Wesley Crusher(웨슬리 크러셔, 윌 휘턴 분)

### 스타 트렉: 딥 스페이스 나인(1993–1999)
'스타 트렉: 딥 스페이스 나인'(Star Trek: Deep Space Nine)(DS9 또는 DSN이라 불리기도 함)은 우주기지 딥 스페이스 나인에서 일어나는 일을 그리고 있다. 스타트렉 시리즈 중 유일하게 함선이 아닌 기지가 주 무대이며, 우주 속의 모험에 집중되어 있는 타 시리즈들보다 개개인 사이의 드라마에 초점이 맞춰져 있다. 스타 트렉 시리즈의 창시자 진 로덴베리가 1991년 별세하고 난 뒤 방영을 시작해서 로덴베리가 참여하지 않은 첫 스타트렉 스핀오프이기도 하다. 벤자민 시스코(사령관), 줄리앙 바시어(의료장교) 등의 새로운 인물이 등장하며, 체인즐링(Changeling)인 오도 (보안실장), 페렝기 (Ferengi)인 쿼크 (주점 운영), 트릴 (Trill)인 잣지아 댁스 (과학장교) 등을 비롯, TNG보다 한층 다양한 외계인 레귤러들이 등장한다.
전작인 TNG와는 방영시기가 겹치기도 하고 동일한 시간대를 공유하고 있는데, 그래서 피카드 함장을 등장시킨 맨 첫 에피소드 (Emissary) 같은 크로스오버 에피소드들이 몇 있었으며, TNG의 레귤러였던 마일즈 오브라이언 (기관실장)이 시즌 1부터, 주연급이었던 클링온 장교 워프 (작전장교)가 시즌 4에서부터 캐스팅에 합류되었다. 시즌 5 에피소드 6에서는 우주력 4527.3의 USS 엔터프라이즈 (NCC-1701, 오리지널)이 등장하며 TOS의 거의 모든 인물이 등장한다.

### 스타 트렉: 보이저(1995–2001)
'스타 트렉: 보이저'(VOY라 불리기도 함)는 USS 보이저 (NCC-74656)호가 무장 테러그룹 마퀴스에게 탈취된 우주선을 회수하는 임무중에 생긴 알 수 없는 사고로 70,000광년 떨어진, 행성 연방의 최강의 적 '보그'가 살고 있는 델타 사분면으로 떨어지면서 귀환하는 과정을 그리고 있다. 시리즈 초에는 약 75년이 걸릴 것으로 예상했으나 중간중간 여러 방법으로 이 기간을 23년까지 단축했고, 시즌 7 마지막 에피소드에서 보그의 교통 네트워크를 이용하여 남은 공간을 한번에 넘어 귀환하게 된다.
최초 델타 사분면으로 떨어지게 된 사고로 인해 보이저호와 마퀴스쪽의 우주선 모두 상당한 피해를 입게 되어 다시 알파 사분면으로 돌아갈 수 있게 될 때까지 협력하기로 합의, 보이저호에서 말 그대로 "한 배를 타게 되는" 특이한 설정에다, 보그에 동화되었던 세븐 오브 나인을 비롯, 델타 사분면의 여러 원주민들까지 선원으로 받아들이게 되어 스타 트랙 시리즈 중 가장 다양한 인종이 선원으로 등장하는 시리즈이며, 스타스랙 TV 시리즈 중 유일하게 여성 함장 (캐서린 제인웨이 함장) 을 등장시킨 시리즈이기도 하다.
아울러, 보이저는 함선 묘사에 실물 모델을 사용하지 않고 100% CG만으로 처리하게 된 최초의 스타트랙 시리즈이다. 시리즈 초반에는 여전히 실물로 제작된 모델을 사용해 촬영을 했으나 시즌 3부터는 100%CG만으로 표현하게 된다. 특수효과를 담당한 Amblin Imaging은 CGI오프닝으로 에미상을 수상했다.

### 스타 트렉: 엔터프라이즈(2001–2005)
Star Trek: Enterprise (원래 제목은 Enterprise임)는 2001년부터 2005년까지 방영되었다. 이 시리즈는 행성연방(UFP, United Federation of Planets)이 창설되기 10년 전, 대략 오리지널 시리즈의 100년 전 시대에서 시작한다. 시리즈는 Earth starship Enterprise (NX-01)의 승무원에 의한 우주 탐험을 그리고 있다. "엔터프라이즈 NX-01"은 2151년 지구에서 취역(Launched)하였으며, 발사시에는 통상적으로 워프5(약 256광속)가 최대 속력으로 여겨졌다. 이는 당시까지 발사된 그 어떤 인류의 우주선보다도 빠른 수치였다. 선장은 조나단 아처 (Scott Bakula)이다. 시즌 4 만에 조기 종영되었다.

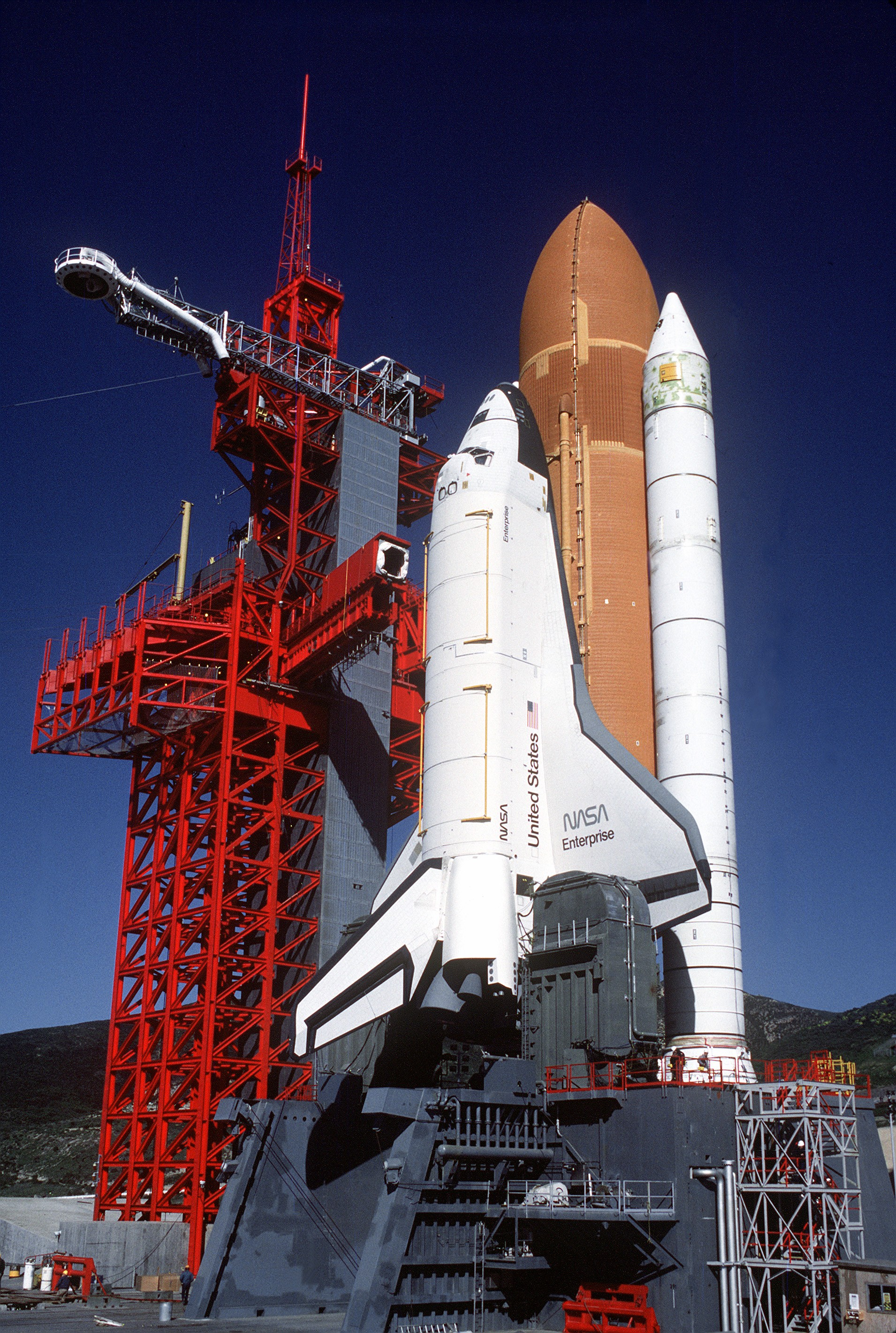
미국 NASA의 첫 번째 우주왕복선 엔터프라이즈 호.

미국 NASA의 첫 번째 우주왕복선 이름은 《스타 트렉》의 엔터프라이즈 호와 같다. 이름을 원래 콘스티튜션(Constitution, 헌법)으로 정하려고 했었는데, 스타 트렉 팬들이 엔터프라이즈 호로 이름을 바꾸게끔 하였다.

#### 엔터프라이즈-J(NCC-1701-J)
시즌 3의 에피소드 18인 Azati Prime에서 엔터프라이즈-J가 처음 언급된다. 엔터프라이즈-J(USS Enterprise NCC-1701-J)는 제식번호가 NCC-1701-J인 유니버스(Universe)급 함선으로 최고 속도 워프 9.9로 보이며 26세기경 진수, 취역하여 활동 중이라고 언급된다. 당시 가장 치열한 전투였던 프로시온 5(V) 행성에서의 전투에 참전하여 승리하였다고 하며, 선장은 모르나 대니얼이라 불리는 승무원이 있으며 파충류인 진디(Xindi) 종족의 승무원이 있다는 정보 외에는 알려진 바가 없다.

### 스타 트렉: 디스커버리
스타 트렉: 디스커버리(Star Trek: Discovery)는 2017년부터 CBS All Access/파라마운트 플러스에서 방영하고 있는 시즌1-5의 시리즈이다. 시즌5로 마무리될 예정이다.
| 시즌 | 에피소드 | 릴리즈시작 | 릴리즈종료 | 네트워크                      |
| 1    | 15       | 2017.9.24  | 2018.2.11  | CBS All Access                |
| 2    | 14       | 2019.1.17  | 2019.4.18  | CBS All Access                |
| 3    | 13       | 2020.10.15 | 2021.1.7   | CBS All Access                |
| 4    | 13       | 2021.11.18 | 2022.3.17  | 파라마운트 플러스(Paramount+) |
| 5    | 10       | 2024 예정  |            | 파라마운트 플러스(Paramount+) |

### 스타 트렉: 피카드(2020-2023)
스타 트렉: 피카드(Star Trek: Picard)는 2020년부터 2023년 CBS All Access/파라마운트 플러스에서 방영한 시즌1-3의 시리즈이다. 24세기에서 25세기로 넘어가는 시기에 행성연방을 배경으로 은퇴한 피카드 제독에게 일어난 일을 그리고 있다. 시즌3 줄거리는 드라마 넥스트 제너레이션 시리즈와 영화 스타트렉 7-10의 끝마무리를 지으며 딥 스페이스 나인, 보이저 시리즈의 후일담이기도 하다. 시리즈 끝에서 주연 배우들의 세대 교체를 암시하고 있다.
| 시즌 | 에피소드 | 릴리즈시작 | 릴리즈종료 | 네트워크                      |
| 1    | 10       | 2020.1.23  | 2020.3.26  | CBS All Access                |
| 2    | 10       | 2022.3.3   | 2022.5.5   | 파라마운트 플러스(Paramount+) |
| 3    | 10       | 2023.2.16  | 2023.4.20  | 파라마운트 플러스(Paramount+) |

### 스타 트렉: 스트레인지 뉴 월드
스타 트렉: 스트레인지 뉴 월드(Star Trek: Strange New Worlds)는 2022년부터 파라마운트 플러스에서 방영하고 있는 시리즈이다.

## 영화
파라마운트 픽처스는 지금까지 13편의 극장판 영화를 제작했다. 처음 6편은 오리지널 시리즈의 멤버들이, 7번째는 혼성(TOS + TNG)으로, 그 후의 3편은 TNG 시리즈의 멤버들이 출연하였으며 나머지 3편은 오리지널 시리즈의 리부트이다. 팬들에게 인기 있는 오리지널 시리즈(1편 ~ 10편) 영화는 짝수 번째의 영화이며(10편 제외), 모든 홀수 번째의 영화는 대체로 낮은 평가를 받았다.

### 목록
- 스타트렉(Star Trek: The Motion Picture, 1979)
- 스타트렉 2: 칸의 분노(Star Trek II: The Wrath of Khan, 1982)
- 스타트렉 3: 스팍을 찾아서 (Star Trek III: The Search for Spock, 1984)
- 스타트렉 4: 귀환의 항로 (Star Trek IV: The Voyage Home, 1986)
- 스타트렉 5: 최후의 결전 (Star Trek V: The Final Frontier, 1989)
- 스타트렉 6: 미지의 세계 (Star Trek VI: The Undiscovered Country, 1991)
- 스타트렉 7: 넥서스 트렉 (Star Trek: Generations, 1994)
- 스타트렉 8: 퍼스트 콘택트 (Star Trek: First Contact, 1996)
- 스타트렉 9: 최후의 반격 (Star Trek: Insurrection, 1998)
- 스타트렉 10: 네메시스 (Star Trek: Nemesis, 2002)
- 스타트렉: 더 비기닝(Star Trek, 2009) : J. J. 에이브럼스 감독, 사실상 리부트, 11번째 영화 작품
- 스타트렉 다크니스(Star Trek Into Darkness, 2013) : J. J. 에이브럼스 감독
- 스타트렉 비욘드(Star Trek Beyond, 2016) : 저스틴 린 감독, J. J. 에이브럼스 외 6명 제작
- 스타트렉: 섹션 31(Star Trek: Section 31, 2025)

### 주목할 만한 배우들
| 배우                | 역할                                          | 영화                                              |
| ------------------- | --------------------------------------------- | ------------------------------------------------- |
| 스티븐 콜린스       | Capt. Willard Decker                          | 스타 트렉 1: 잠재된 위험                          |
| Persis Khambatta    | Lt. Ilia                                      | 스타 트렉 1: 잠재된 위험                          |
| 리카르도 몬탈반     | Khan Noonien singh                            | 스타 트렉 2: 칸의 분노                            |
| 커스티 앨리         | Lt. Saavik                                    | 스타 트렉 2: 칸의 분노                            |
| 크리스토퍼 로이드   | Cmdr. Kruge (Klingon Defense Force)           | 스타 트렉 3: 스팍을 찾아서                        |
| 로빈 커티스         | Lt. Saavik                                    | 스타 트렉 3: 스팍을 찾아서                        |
| 존 라로켓           | Maltz (Klingon Defense Force)                 | 스타 트렉 3: 스팍을 찾아서                        |
| 주디스 앤더슨       | High Priestess T'Lar                          | 스타 트렉 3: 스팍을 찾아서                        |
| 브룩 피터스         | Fleet Admiral Cartwright                      | 스타 트렉 4: 귀환의 항로 스타 트렉 6: 미지의 세계 |
| 제인 와이엇         | Amanda Grayson (Spock's mother)               | 스타 트렉 4: 귀환의 항로                          |
| Vijay Amritraj      | Capt. Joel Randolph, USS Yorktown             | 스타 트렉 4: 귀환의 항로                          |
| 마지 싱클레어       | Captain of the USS Saratoga                   | 스타 트렉 4: 귀환의 항로                          |
| 캐서린 힉스         | Gillian Taylor                                | 스타 트렉 4: 귀환의 항로                          |
| 하브 베넷           | Admr. Robert "Bob" Bennett                    | 스타 트렉 5: 최후의 미개척지                      |
| 킴 캐트랄           | Lt. Valeris                                   | 스타 트렉 6: 미지의 세계                          |
| 이만 압둘마지드     | Martia                                        | 스타 트렉 6: 미지의 세계                          |
| 커트우드 스미스     | President of the United Federation of Planets | 스타 트렉 6: 미지의 세계                          |
| 크리스천 슬레이터   | Communications Officer, USS Excelsior         | 스타 트렉 6: 미지의 세계                          |
| 크리스토퍼 플러머   | General Chang (Klingon Defense Force)         | 스타 트렉 6: 미지의 세계                          |
| 러네이 오베어저누아 | Colonel West                                  | 스타 트렉 6: 미지의 세계                          |
| 마이클 돈           | Colonel Worf (Klingon Defense Force)          | 스타 트렉 6: 미지의 세계                          |
| 우피 골드버그       | Guinan                                        | 스타 트렉 7: 넥서스 트랙 스타 트렉 10: 네메시스   |
| 맬컴 맥도월         | Doctor Tolian Soran                           | 스타 트렉 7: 넥서스 트랙                          |
| 팀 러스             | Enterprise-B Tactical Lieutenant              | 스타 트렉 7: 넥서스 트랙                          |
| 앨리스 크리그       | Borg Queen                                    | 스타 트렉 8: 퍼스트 콘택트                        |
| 제임스 크롬웰       | Zefram Cochrane                               | 스타 트렉 8: 퍼스트 콘택트                        |
| 앨프리 우더드       | Lily Sloane                                   | 스타 트렉 8: 퍼스트 콘택트                        |
| 이선 필립스         | Holodeck Nightclub Maitre d'                  | 스타 트렉 8: 퍼스트 콘택트                        |
| 로버트 피카도       | Emergency Medical Hologram                    | 스타 트렉 8: 퍼스트 콘택트                        |
| F. 머리 에이브러햄  | Ahdar Ru'afo                                  | 스타 트렉 9: 최후의 반격                          |
| 도나 머피           | Anij                                          | 스타 트렉 9: 최후의 반격                          |
| 앤서니 저브         | Admiral Matthew Dougherty                     | 스타 트렉 9: 최후의 반격                          |
| 톰 모렐로           | Son'a warrior                                 | 스타 트렉 9: 최후의 반격                          |
| 디나 메이어         | Cmdr. Donatra (Romulan Star Empire)           | 스타 트렉 10: 네메시스                            |
| 론 펄먼             | Reman Viceroy                                 | 스타 트렉 10: 네메시스                            |
| 에릭 바나           | 네로                                          | 스타 트렉: 더 비기닝 (2009)                       |
| 크리스 파인         | 제임스 커크                                   | 스타 트렉: 더 비기닝 (2009)                       |
| 재커리 퀸토         | 스팍                                          | 스타 트렉: 더 비기닝 (2009)                       |
| 칼 어번             | 레너드 맥코이                                 | 스타 트렉: 더 비기닝 (2009)                       |
| 조 셀다나           | 우후라                                        | 스타 트렉: 더 비기닝 (2009)                       |
| 사이먼 페그         | 몽고메리 스캇                                 | 스타 트렉: 더 비기닝 (2009)                       |
| 존 조               | 히카루 술루                                   | 스타 트렉: 더 비기닝 (2009)                       |
| 안톤 옐친           | 파벨 체코프                                   | 스타 트렉: 더 비기닝 (2009)                       |
| 위노나 라이더       | 어맨다 그레이슨                               | 스타 트렉: 더 비기닝(2009)                        |
| 베네딕트 컴버배치   | 존 해리슨                                     | 스타 트렉 다크니스 (2013)                         |
| 앨리스 이브         | 캐럴 마커스                                   | 스타 트렉 다크니스 (2013)                         |

## 이후 스토리라인
이후의 스토리라인은 스타 트렉 온라인이 공식적으로 주도하고 있다. 다음은 스타 트렉 온라인에서 나온 대략적인 역사이다.
1. 2385년 : USS 엔터프라이즈 (NCC-1701-E)의 새 함장으로 B-4(데이터)가 임명된다.
2. 2387년 : 로뮬런 우주 제국의 모행성인 로뮬러스와 형제행성인 리무스가 모항성이 초신성 폭발을 일으키면서 파괴된다. 이 여파로 로뮬런 제국의 중심 행성들도 파괴되며 수십억명의 인구가 사망한다.
3. 2387년 : 도나트라(Donatra)의 지휘선인 I.R.W. Valdore(발도어)의 통신이 끊기고, 이후 실종된 것으로 처리되나, 2409년 도나트라는 보그에 동화된 채 돌아왔다. 또한 그녀의 지휘함은 동화된 시미터 급 드레드노트함으로 바뀌었다.
4. 2388년 : 연방주재대사 스팍이 당시 벌컨의 최신예 함선인 '젤리피쉬'를 발진하여 적색 물질을 이용, 초신성을 소멸시킨다. 그러나 이 여파로 생긴 블랙홀 때문에 스팍은 다른 우주로 가게 된다.: 스타 트렉: 더 비기닝 참조.
5. 2394년 : 로뮬런 우주 제국의 재건 과정이 완료되다. 새 모행성을 래터 III(Rator 3)으로 정하다.
6. 2397년 : 조르디 라 포지 전 엔터프라이즈-D/E 기관장이 USS 챌린저 (NCC-71099)의 함장으로 승진되다.
7. 2399년 : 고온(Gorn Hegemony)이 클링온 제국에서 반란을 일으키다.
8. 2399년 : 연방과 클링온 제국 간에 맺어진 키토머 조약(Khitomer Accord)이 깨지면서 연방의 은폐 장치에 대한 규정이 해제되고, 이에 연방은 중요한 각종 함선에 은폐 장치를 탑재한다.
9. 2400년 : 타리스(Taris) 대장이 로뮬런 제국의 집정관(Preator)으로 취임하다.
10. 2401년 : 언딘(Undine)의 클링온 제국에 대한 공격이 본격적으로 시작되다.
11. 2403년 : 타리스 집정관이 실종되고, 대신 셀라(Sela; 타샤 야와 로뮬런 장군의 딸)가 함대를 대신 지휘한다.
12. 2404년 : 고온이 5년에 걸친 반란 끝에 클링온 제국에 항복하고, 클링온 제국 측에서는 수십명의 언딘과 고온의 반란 주도자들을 처형한다.
13. 2404년 : USS 보이저 때 소위였던 해리 김(Harry Kim)이 USS 로드 아일랜드 (NCC-72701)의 함장으로 임명되어 지휘를 시작한다.
14. 2405년 : 클링온 제국이 연방의 행성 중 하나인 코밧 행성계(Korvat System)로 쳐들어오다.
15. 2406년 : 클링온 제국이 연방의 영역 중 하나인 아루카니스 구역(Arucanis Sector)으로 쳐들어오다. 이때부터 공식적으로 전쟁이 시작된다.
16. 2408년 : 셀라가 공식적으로 로뮬런 제국의 통치자(Empress Sela)로 재위한다.
17. 2408년 : 페크라(Fek'lhri)가 클링온 제국에서 반란을 일으키다. 이 반란의 규모가 초대규모여서 클링온 제국이 전복될 위기에 처했으나 가까스로 반란 진압에 성공한다. 이들은 클링온에 대해 반-클링온 감정을 지니고 있으며 자신들만의 독자적인 기술 등을 바탕으로 드레드노트함까지 가지고 있다.(그래서 페크라의 문양도 클링온 제국의 문양을 거꾸로 뒤집은 모양을 하고 있다.)
18. 2409년 : 이전 스타 트렉 온라인의 타임라인이다.
  1. 리먼 레지스탕스(Reman Resistance)가 셀라의 통치에 불만을 느끼고 반란을 일으키다. 이에 셀라는 친히 함대를 이끌고 쳐들어왔으나 그녀의 기함인 I.R.W. Leahval(리흐발/시미터 급 드레드노트함)이 비활성화되어 결국 전쟁에서 패배하게 된다. 리먼 레지스탕스의 기함은 (I.R.W.) Zdenia(즈데니아/모가이 급 에스코트함)이며 지휘자는 이 반란 동맹의 지도자인 Obisek(오비세크)이다. 이 전쟁의 리먼 측 승리로 리먼 레지스탕스 측에서는 독립이 될 것을 기대하고 있다. 그러나....
  2. 카대시안 연맹에 반하는 새로운 연맹인 트루 웨이 카대시안(True Way Cardassian) 연맹이 등장한다. 이들은 도미니언(진짜 '감마 도미니언'이 아닌 '베타 또는 알파 도미니언')들과 의기투합하여 연맹을 세웠다.
  3. 카대시아 행성에서 베이조 오브(Orb of Possibilities)가 발견되어 스타플릿 측으로 반환되다. 이때 트루 웨이 카대시안 연맹이 갈로어 급 함선 Praxeth를 기함으로 하고 지구 제국(Terran Empire) 세력과 동맹을 맺고 베이조 오브를 가로채기 위해 쳐들어 오나 실패하고 기함이 파괴된다.
  4. 보그가 알파 사분면 중 오리온자리 감마 구역을 무력으로 침략하여 점령한다. 연방과 클링온 제국은 보그를 공공의 적으로 규정하고 협력하기로 조약을 맺는다.
  5. 데페리(Deferi; 균형을 중시하는 종족으로 오렐리우스 구역에서 살고 있다.)가 살고 있는 오렐리우스 구역으로 보그가 쳐들어오다. 스타플릿 측에서는 함대를 급파한다.
  6. 아이코니안(Iconian)이 새로이 등장한다. 이들은 20만 년 전부터 강력한 힘을 가지고 있었으며 지금도 막강한 힘을 가지고 있다. 그러나 이들도 보그를 공공의 적으로 생각하며 때로는 보그에 대항하여 싸운다. 이들의 우주선은 1종류만 알려져 있는데 연방 측에서는 오베스(Obex)라 부른다.
  7. 데비디언(Devidian)이 새로이 등장한다. 이들은 따로 우주선이 없으며 '신경 에너지'만 남아있는 형태로 등장한다. 즉, 외형이 없다는 뜻이다. 때문에 이들은 외형을 가지기 위해서는 어떤 개체를 죽여서 그 개체의 외형을 자기 것으로 만들어야 한다.
  8. 브린(Breen Confederacy) 세력이 자신들의 캐피털 쉽인 Desna, Istapp, Snosk 3척과 대함대를 이끌고 데페리 쪽으로 다시 쳐들어오다.
  9. 베타/알파 젬하다가 딥 스페이스 나인을 침략하여 무력으로 점령, 모든 대원들이 근처 태양계인 베이조로 대피한다. 이후 연방과 클링온 제국이 협력하여 이들을 몰아내고 다시 딥 스페이스 9를 재점령한다.
  10. ....로뮬런 함대가 리먼 레지스탕스가 점령한 볼트 기지(The Vault)를 재점령하다. 이에 오비세크는 자신의 또 다른 함선 Rerik(레릭)을 이끌고 스타플릿과 클링온 제국과 함께 동맹을 맺고 다시 볼트로 쳐들어가고, 다시 재점령하는 데 성공한다.
  11. 연방이 5척의 주피터 클래스 드레드노트함(Jupiter Dreadnought) U.S.S. 어드밴스(Advance), U.S.S. 에리다니(Eridani), U.S.S. 말로(Marlowe), U.S.S. 레일리(Raleigh), U.S.S. 울만(Uhlmann) 호를 중심으로 하여 클링온 디펜스 포스에 전쟁을 일으키다.
  12. 클링온이 5척의 보쿠브 클래스 드레드노트함(Vo'quv Dreadnought) I.K.S. Hunrek, I.K.S. Nagh'Sen, I.K.S. Ogang, I.K.S. Tor'Dun, I.K.S. Y'Hon 호를 중심으로 하여 스타플릿에 전쟁을 일으키다.
  13. 고온이 4척의 발라우르 클래스 드레드노트함(Balaur Dreadnought) S'terras, Ythannak, Hekallss, Yanns, Menakk을 중심으로 하여 클링온 디펜스 포스에 대항하는 반란을 일으키다.
  14. 오리온이 5척의 워바지 클래스 드레드노트함(Warbarge Dreadnought) Dremken, Kolari, Manara, Selenn, Ureon을 중심으로 하여 스타플릿과 클링온 디펜스 포스 함대에 전쟁을 일으키다.
  15. 노시컨이 5척의 라베이저 클래스 드레드노트함(Ravager Dreadnought) Gurahen, Kahrtaec, Nauramb, Takarhen, Yekamba를 중심으로 하여 스타플릿과 클링온 디펜스 포스 함대에 전쟁을 일으키다.
  16. 페크라가 5척의 드렉하이 클래스 드레드노트함(Drek'Hi Dreadnought) Dragan, Fektour, Mn'ek, Penkrr, T'merek을 중심으로 하여 스타플릿과 클링온 디펜스 포스 함대에 전쟁을 일으키다.
  17. 쏠리언이 5척의 타란툴라 클래스 드레드노트함(Tarantula Dreadnought) Azar, Ikukube, Ketus, Loskene, Naskeel을 중심으로 하여 스타플릿과 클링온 디펜스 포스 함대에 전쟁을 일으키다.
  18. 로뮬런 제국이 5척의 시미터 클래스 드레드노트함(Scimitar Dreadnought) I.R.W. 샴쉬르(Shamshir), I.R.W. 잠비야(Jambiya), I.R.W. 후크 세이버(Hook Saber), I.R.W. 코피스(Khopesh), I.R.W. 킬리지(Kilij) 호를 중심으로 하여 스타플릿과 클링온 디펜스 포스 함대에 전쟁을 일으키다.
  19. 보그가 5척의 택티컬 시즈 큐브(Tactical Siege Cube) 5분의 1, 5분의 2, 5분의 3, 5분의 4, 5분의 5를 중심으로 하여 스타플릿과 클링온 디펜스 포스 함대에 전쟁을 일으키다.
  20. 언딘이 5척의 테티스 클래스 드레드노트함(Tethys Dreadnought) Elbe, Merak, Nykus, Osip, Zittau.를 중심으로 하여 스타플릿과 클링온 디펜스 포스 함대에 전쟁을 일으키다.
  21. 볼트 기지가 쏠리언에 의해 공격받고, 쏠리언들은 볼트 기지 전체를 그물로 둘러싸 납치를 시도한다. 그러나 지원군의 혈투 끝에 실패하고, 쏠리언들을 지원하러 온 함대마저 패배한다.
  22. 애저 성운(Azure Nebula) 부근에 있는 쏠리언 소행성 기지에 붙잡혀 있는 로뮬런 및 리먼 함선의 구출이 이루어진다.
  23. D'Tan이 이끄는 로뮬런 및 리먼 부대가 애저 성운 부근에 위치한 M급 행성 뉴 로뮬러스(New Romulus; 로뮬런 어로 몰'리한(Mol'Rihan)이라 함)를 구축한다. 또 D'Tan은 연방과 클링온에 도움을 청하고, 각각에서 이를 승인한다.
  24. 뉴 로뮬러스에서 아이코니안 게이트웨이가 발견되어 가동을 시도하나, 이상이 발생하여 화산 및 지진 활동이 급격히 증가하게 된다. 또한 게이트웨이로 긴급히 대피하는 과정 및 돌아오는 과정에서 아이코니안 게이트웨이 네트워크가 모두 활성화되어 무려 7,255개의 게이트웨이가 활성화되는 사태가 발생한다. 또한 안드로메다 은하의 게이트웨이도 활성화되었으며, 그 과정에서 솔라네 다이슨 스피어(Solanae Dyson Sphere)가 발견되고, 보스(Voth) 종족 간에 대립 및 갈등이 발생한다. 이에 연방, 클링온 제국 및 로뮬런 공화국이 연합하여 보스에 대항하기 위해 다이슨 조인트 커맨드(Dyson Joint Command)를 발족한다.
  25. 다이슨 조인트 커맨드 팀은 솔라네 다이슨 스피어 내부에서 탐사를 시행하던 중, 이제껏 발견되지 않은 새로운 아이코니안 게이트웨이를 통해 제놀런 다이슨 스피어(Jenolan Dyson Sphere)를 발견하게 된다. 그럼과 동시에 발견 바로 전에 이미 그곳에 들어온 거대한 보스(Voth) 종족의 함선인 보스 시터델급 드레드노트(Citadel-class Dreadnought)가 바깥에 있던 언딘(Undine; 제8472종족) 종족의 플래닛 킬러 무기에 의해 파괴된다. 이후 언딘과의 전투가 벌어지고, 전투 후에 연방, 클링온 제국, 그리고 로뮬런 공화국 간에 제놀런 다이슨 스피어에 대한 영유권 분쟁이 벌어지기 직전까지 가다가 USS 보이저 호의 함장인 투박 소장에 의해 가까스로 진정된다.
19. 2410년 : 현재의 스타 트렉 온라인의 타임라인이다.
  1. 이후 언딘에 대한 연방, 클링온 제국, 로뮬런 공화국, 카대시안, 베이조, 진디(Xindi) 종족이 함께하는 브리핑이 열리는데, 도중에 언딘 종족의 대함대가 게이트웨이를 통해 지구 우주기지로 향하고, 지구 우주기지는 심한 손상을 입는다. 또한 지구 우주기지의 총지휘관인 콰인 제독이 피난했고, 다수의 장교가 언딘에 동화되어 버린다. 엎친 데 덮친 격으로 E'genn(스타 트렉 온라인에서는 Egg라는 별명으로 나오는 연방 소속 장교)이 언딘이었음이 밝혀졌고, 언딘은 또다른 대함대를 보내 클링온 제국의 수도행성인 크로노스(Qo'noS)를 파괴하기 위해 오세아누스급 플래닛 킬러(Oceanus-class Planet Killer)를 보낸다. 이는 곧 연방-클링온-로뮬런 연합 함대에 의해 가까스로 플래닛 킬러가 파괴됨으로써 전쟁은 승리로 끝난다. 전승 기념 축하 파티 도중, 클링온 최고의회의 구성원 6명이 갑자기 나타난 아이코니안(Iconian)에 의해 소멸되어 사망하게 되고, 이러한 사태를 본 연방과 클링온 제국 대표는 휴전하기로 한다. 이후 언딘에 대항하기 위해 8472 카운터 커맨드(8472 Counter-Command)를 발족한다.
  2. 이후 델타 사분면에 대한 탐사 프로젝트인 '프로젝트 풀 서클'이 시행된다. 보이저 호는 다시 델타 사분면으로 탐사 임무를 떠난다. 그 과정에서 연방-클링온-로뮬런 연합함대는 바드워(Vaadwaur) 종족의 대함대 및 기함 V.S.W. Implacable 과 조우하고 대규모 전투를 벌여 가까스로 승리한다.
  3. 델타 어썰트 태스크 포스가 발족한다.
  4. 코발리 프라임 행성에 대규모 침략 사태가 발생한다. 이에 연합함대에서 파병한다.

## 같이 보기
- 트레키
- 트레키 (영화)(영어판)
- 스타트랙 외계인종족